# Marquess of Ormond
Marquess of Ormond war ein erblicher britischer Adelstitel, der zweimal in der Peerage of Scotland geschaffen wurde.

## Verleihungen
Der Titel wurde erstmals am 29. Januar 1488 für James Stewart, 1. Earl of Ross geschaffen. Er war der zweite Sohn König Jakobs III. von Schottland. Der Titel wurde ihm zusammen mit dem übergeordneten Titel Duke of Ross und den nachgeordneten Titeln Earl of Edirdale und Lord Brechin and Navar verliehen. Bereits am 23. Januar 1481 waren ihm die Titel Earl of Ross und Lord of Brechin, Navar and Ardmannoch verliehen worden. Alle diese Titel gehörten zur Peerage of Scotland und erloschen bei seinem Tod am 17. Januar 1504.
In zweiter Verleihung wurde der Titel am 23. Dezember 1600 an Charles Stuart verliehen. Er war der zweite Sohn König Jakobs VI. von Schottland. Zusammen mit dem Marquessate wurden ihm der übergeordnete Titel Duke of Albany und die nachgeordneten Titel Earl of Ross und Lord Ardmannoch verliehen. Als er 1625 seinem Vater als Karl I. als König von England, Schottland und Irland folgte, erloschen die Titel durch Verschmelzen mit der schottischen Krone.

## Liste der Marquesses of Ormond

### Marquesses of Ormond, erste Verleihung (1488)
- James Stewart, 1.  Duke of Ross, 1. Marquess of Ormond (1476–1504)

### Marquesses of Ormond, zweite Verleihung (1600)
- Charles Stuart, 1. Duke of Albany, 1. Marquess of Ormond (1600–1649) (Titel 1625 mit der Krone verschmolzen)